# Maria Teresa Vernet i Real

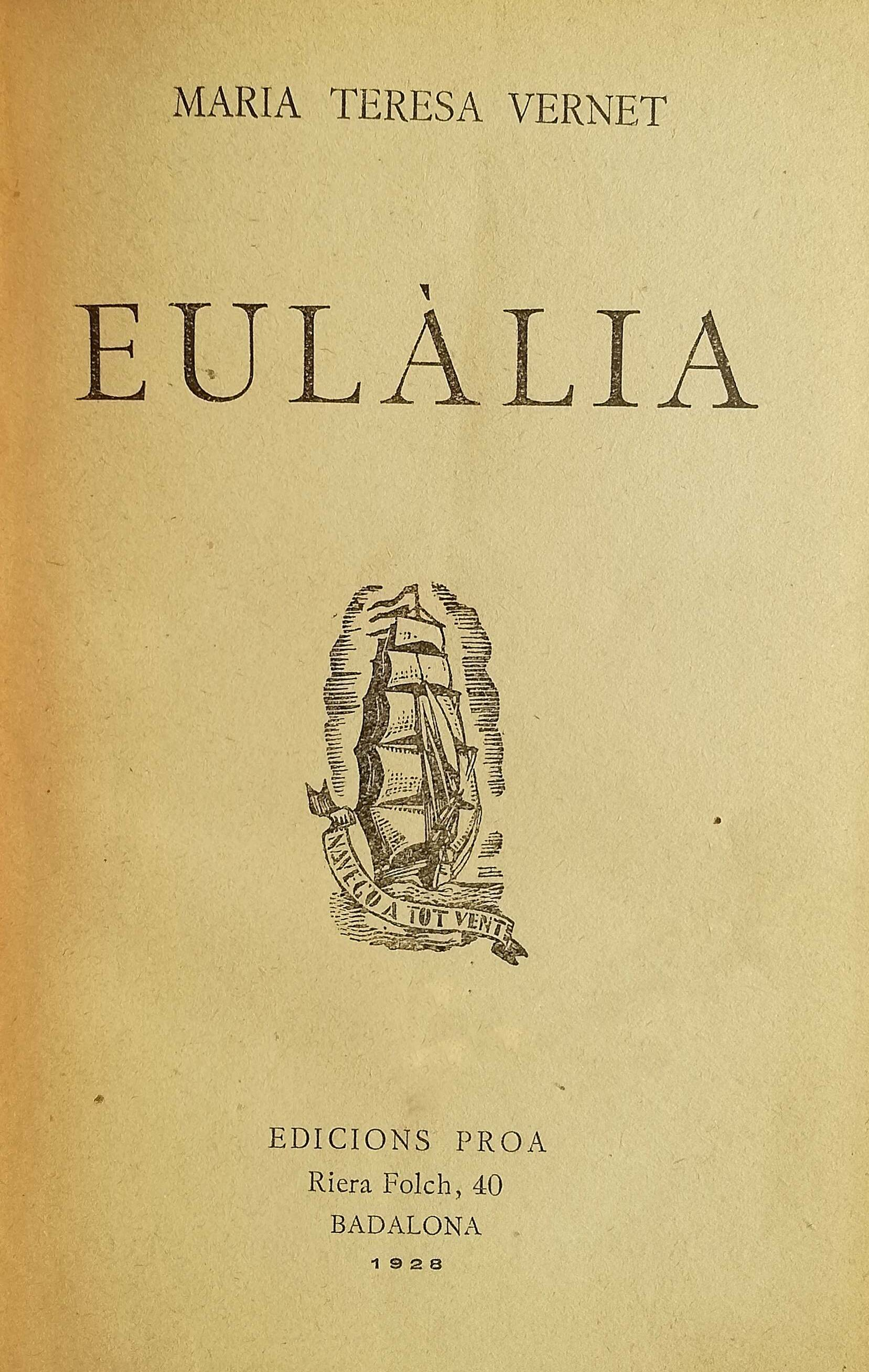
Primera edició de Eulàlia publicada a Badalona l'any 1928 dins la col·lecció A tot vent

Maria Teresa Vernet i Real (Barcelona, 7 de març de 1907 - Barcelona, 16 de febrer de 1974) fou una novel·lista, poeta i traductora anterior a la guerra civil espanyola.
Filla de Blai Vernet i Sabaté, mestre, natural de Vilanova d'Escornalbou, i de Francesca Real i Via, de Sant Quintí de Mediona. Estudià música, literatura i filosofia, conreà la novel·la psicològica i va guanyar el Premi Joan Crexells de narrativa amb la novel·la Les algues roges.
L'obra de Maria Teresa Vernet és una peça clau per entendre el canvi que es produí en la figura de la dona a l'època de la República, una època en la qual l'autora fou, segons Anna Murià "la més sobresortint personalitat literària femenina de la preguerra". Vernet utilitza la literatura per mostrar nous referents vitals a les dones de l'època, i podem descriure la seva personalitat com a bàsicament feminista.

## Biografia
Maria Teresa Vernet és una figura rellevant de la nòmina d'autores de la República que van participar en la normalització de la cultura catalana. De fet, la rellevància li ve per la condició de ser la primera novel·lista –i única entre 1926 i 1931– amb èxit de públic, de crítica i, per tant, autora amb projecció.
Va passar la infància a Vilanova d'Escornalbou, d'on era el seu pare, un mestre d'escola de la República que va educar la seva única filla en el marc de la llibertat de l'individu i la promoció intel·lectual. Poc després, es van mudar al Raval de Barcelona, ciutat on Vernet va viure, llevat els períodes en què viatjà, fins a la seva mort el 1974.
La seva formació abasta àmbits diversos, com són la música –era cantant i tocava el piano, i fins i tot arribà a publicar una antologia d'autors–, la literatura –tret del teatre, va tocar-ne tots els àmbits– o la filosofia. Acabà el batxillerat i inicià els estudis superiors. Una malaltia, però, va fer que els hagués d'abandonar.
Dona de gran bagatge cultural, té una galeria d'influències que van des dels autors que marquen les seves obres –Spinoza, Plató, Descartes o Leibniz–, fins als que va traduir: Huxley, Joyce, Greene, Swinnerton, etc.
A partir de 1925, Vernet apareix puntualment amb algunes proses i breus relats en revistes com Art Novell o D'Ací i D'Allà, però fou gràcies a la segona edició del Concurs de Novel·les (1925) convocat per «La Novel·la d'Ara» que va poder publicar la seva primera obra, Maria Dolors, a finals de març de 1926. Una ressenya de Farran i Mayoral –que esdevingué el seu mentor– a La Veu de Catalunya va ser el tret de sortida per a la nostra autora, de qui destacaven la qualitat formal –llengua i estil– i la seva modernitat temàtica i de gènere.
El model narratiu psicològic, la recuperació de models modernistes en algunes obres sobretot per influència de Víctor Català, el tractament de la condició femenina amb protagonistes que no han de retre compte a ningú sinó a elles mateixes, la prosa «nítida i diàfana», segons Domènec Guansé, i un tractament de les qüestions morals des de l'òptica nova i independent del gènere caracteritzen la producció vernetiana.
Amb Proa publicà gran part de les seves obres, però destaca sobretot Les algues roges, l'obra més reeixida de l'autora, que va merèixer el premi Crexells de 1934.
La trajectòria literària de Vernet és regular i progressiva, per bé que Neus Real apunta un «decandiment» en els anys anteriors a la Guerra Civil. La regularitat, alhora, demostra que Maria Teresa Vernet aconseguí professionalitzar-se en el món de les lletres, com més tard ho feu Aurora Bertrana. Vernet també tingué un vessant social: era habitual de l'Ateneu Barcelonès, però on més es va deixar sentir fou en el Club Femení i d'Esports de Barcelona, que va presidir, i on, juntament amb Anna Murià o Enriqueta Sèculi, apostaren perquè la dona tingués una culturització que li permetés deslliurar-se de la dependència absoluta de la llar i obrir-se camí en la nova societat que la República projectava. També formà part del Club dels Novel·listes i de l'Associació d'Escriptors Catalans.
La Guerra Civil va tallar en sec la seva carrera. No volgué reeditar les seves obres sota el paraigua de la dictadura, que li frenà la vida i la carrera, i es dedicà només a la traducció i a col·laborar en la premsa de manera puntual. Era conscient que ja no gaudia del prestigi i el reconeixement anteriors. Morí el 1974, soltera i sense descendència.

## Obra

### Novel·la
- Maria Dolors, 1926
- Amor silenciosa, 1927
- Eulàlia, 1928
- El camí reprès, 1930
- El Perill, 1930
- Presó oberta, 1931
- Les algues roges, 1934
- Elisenda, 1935

### Narrativa breu
- Final i preludi, 1933

### Prosa
- Estampes de París 1937

### Poesia
- Poesies I, 1929
- Poesies II, 1931

### Traduccions
- Nocturn, de Frank Swinnerton
- Retrat de l'artista adolescent, de James Joyce
- Dues o tres gràcies, d'Aldous Huxley

### Obres als Jocs Florals de Barcelona
- Tríptic. Les tres donzelles, 1924[7]
- Dessota tàlem d'atmetller florit, 1924[8]
- Nit d'abril, 1924[9]
- Parla l'aimat, 1924[10]
- Dues cançons. De l'amor, 1924[11]
- En el camí, 1924[12]
- A Montanya, 1924[13]
- Les flors del atmetller, 1924[14]
- Primera branca d'ametller florit, 1926[15]
- L'Etern neguit, 1926[16]
- La Nostra Vinya, 1926[17]

## Premis
- 1934 - Premi Joan Crexells de narrativa per Les algues roges